# Экономика Азербайджанской Демократической Республики
Азербайджанская Демократическая Республика (АДР) (азерб. Azərbaycan Xalq Cümhuriyyəti (AXC)) — независимое государство, провозглашённое 28 мая 1918 года в Тифлисе при прекращении существования Закавказской федерации на территории нынешней Азербайджанской Республики. 28 апреля 1920 года АДР прекратила существование, и была провозглашена Азербайджанская Социалистическая Советская Республика.
За период 23-месячного существования правительство Азербайджанской Демократической Республики решила некоторые хозяйственные вопросы. Нефтяная промышленность была выведена из тяжелого положения, был создан Азербайджанский государственный банк, были выпущены национальные денежные знаки.

## История
Первым министром финансов стал Насиб-бек Усуббеков из партии «Мусават», а министр торговли и промышленности — Мамед-Юсиф Джафаров.
Во втором кабинете, сформированном 17 июня 1918 года министром торговли и промышленности стал Ага Ашуров, а министром финансов — Абдул Али бек Амирджанов.
С целью бесперебойного снабжения населения продуктами и предотвращения дороговизны цен правительство приняло 27 июля 1918 года указ, запрещающий вывоз из страны зерна, скота и других продовольственных ресурсов. Другим указом разрешалась свободная торговля на территории Азербайджанской Демократической Республики.
Указом от 5 октября 1918 года правительство отменило декрет СНК о национализации нефтяной промышленности. Все нефтепромыслы, фабрики и заводы, а также торговые суда были возвращены прежним владельцам.
Третий правительственный кабинет был созван 26 декабря 1918 года. Кабинет возглавил Фатали хан Хойский. Министром финансов стал И. Н. Протасов из Славяно-русского общества, а Аслан бек Сафикюрдский стал министром почты, телеграфа и труда. Министром торговли и промышленности стал Мирза Асадуллаев.
26 декабря 1918 года был заключён торговый договор с Грузией, согласно которому в рамках потребностей этих республик разрешалось не взимать таможенные пошлины с купли-продажи товаров первой необходимости. Также для населения и железной дороги Грузии разрешался в определенном объеме беспошлинный экспорт нефти, мазута, керосина и масел.
30 октября 1918 года была восстановлена деятельность Бакинского торгового порта. Посредством торговых судов были организованы пассажирские и грузовые перевозки между Баку и портами Порт-Петровск (Махачкала), Сальян и Ленкорань. В 1919 г оду также был восстановлен и сдан в эксплуатацию нефтепровод Баку-Батуми.
В 1919 году государственный бюджет Азербайджанской Демократической Республики составлял 665 миллионов манат. Большая часть бюджета пополнялась за счет продажи нефти и взимания налога на прибыль. В 1918 году из 3287 скважин было добыто 2.96 миллиона тонн нефти, в 1919 году из 2066 скважин — 3.6 миллиона тонн, в 1920 году из 2037 скважин — 2.8 миллиона тонн. Основным источником бюджета был подоходный налог. В 1919 году уровень налога на прибыль составлял 30 %. Часть бюджета пополнялась за счет таможни, остальная часть от пошлин, взимаемых со свободной торговли, а также грузовых и пассажирских перевозок. Основная часть бюджета была направлена на выдачу заработной платы. Примерно 130 миллионов манат бюджетных средств было использовано для устранения последствий войны. Небольшая часть бюджета была израсходована на образование, а остальная — на военные нужды.
Четвёртый правительственны кабинет Республики был созван 14 апреля 1919 года. Кабинет возглавил Насиб бек Усуббеков. Министром финансов стал Алиага Гасанов, а министром торговли и промышленности — Ага Аминов.
Пятый состав правительственного кабинет был созван 22 декабря 1919 года. Министром финансов стал Рашид хан Капланов, министром труда и земледелия — Ахмед бек Пепинов.
Основу аграрной политики АДР составляли проекты законов об аграрных реформах. Один из проектов закона предполагал безвозмездную раздачу земли, а другой закон раздачу земли за определенную плату.
В сентябре — октябре 1919 года министр труда Аслан-бек Сафикюрдский организовал комиссию для решения вопроса об увеличении ставок оплаты труда служащих и рабочих промышленных предприятий Бакинского района. Кроме того при Министерстве труда была создана особая комиссия из представителей владельцев предприятий и парламентских фракций Социального блока и «Мусавата». Основной задачей комиссии было улучшение экономического положения нефтепромышленных рабочих, а также урегулирование конфликтов между рабочими и предпринимателями.
В мае 1919 года министром труда был создан Арбитражный орган, который не добился успеха.
К началу 1920 года АДР столкнулась с чрезвычайным осложнением материального положения большей части народа и обострением внутреннего социально-политического конфликта.
С 18 февраля 1920 года министром торговли, промышленности и продовольствия был назначен Мамед Гасан Гаджинский

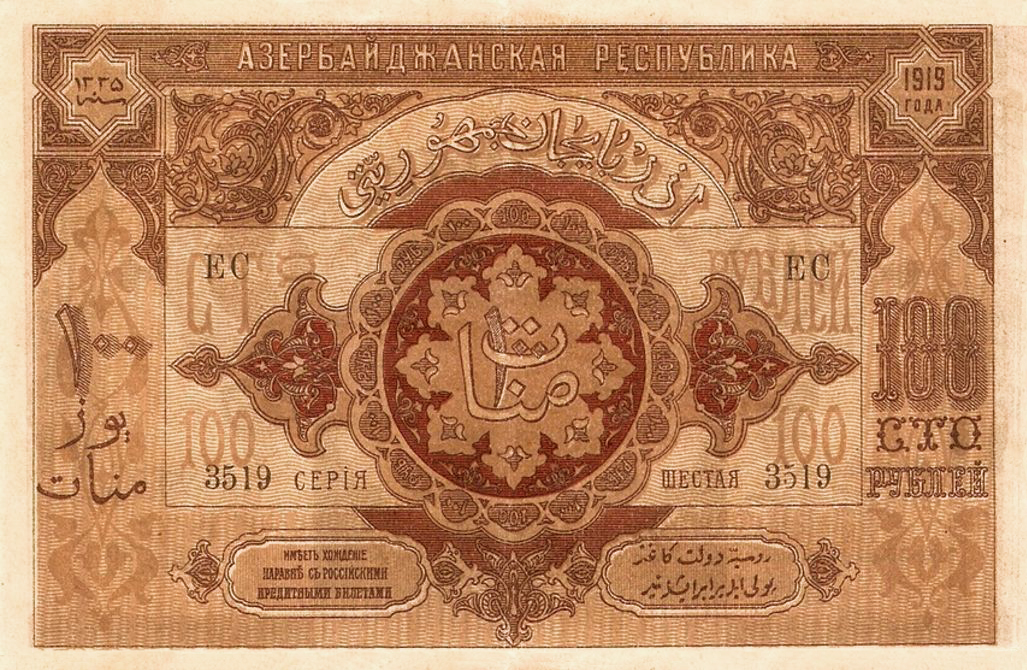
Банкнота Азербайджанской Республики в 100 рублей 1919 года

## Денежная единица
В качестве валюты АДР использовался рубль (манат). 19 января 1918 года Бакинская управа начала выпуск «бакинских денег». Эмиссия бакинских денег продолжалась до июля 1918 года. В июле вместо них Бакинской коммуной начат выпуск денег Совета городского хозяйства, выпускавшихся до 14 сентября того же года.
В октябре 1918 года правительство Азербайджанской Республики начало эмиссию бонов независимо от своей доли в эмиссии Закавказья. В сентябре 1919 года был создан Государственный банк Азербайджана, начавший выпуск банкнот Азербайджанской Республики, выпускавшихся до апреля 1920 года. Выпускались банкноты номиналом в 25, 50, 100, 250 и 500 рублей.